# AD Futsal Tubaronense
Die Associação Desportiva Futsal Tubaronense, auch bekannt als ADFT, Tubarão Futsal oder Unisul EC, ist ein Futsalklub aus Tubarão im brasilianischen Bundesstaat Santa Catarina.

## Geschichte
Im Oktober 1999 übernahm die Universidade do Sul de Santa Catarina das Management der Volleyballmannschaft Olympikus aus Rio de Janeiro. Diese wurde dem Universitätsklub Unisul EC angegliedert und sollte künftig in Florianópolis antreten. Deren Futsalmannschaft hingegen ging nach Tubarão, wo sie im Juni 2000 den Spielbetrieb aufnahm.
Zunächst trat man nur auf regionaler Ebene wie der Campeonato Catarinense, der Meisterschaft des Bundesstaates, an. Am 9. November 2004 erfolgte dann die Gründung von Tubarão Futsal als eigenständiger Klub. Dieser erwarb 2006 ein Franchise in der Liga Nacional de Futsal, einer nationalen Futsalliga. Bei seinem Debüt in der Liga Nacional de Futsal 2006 verpasste der Klub knapp die zweite Runde. Mit Ausnahme der Jahre 2013 und 2014 tritt ADFT in der Liga bis heute an.
2018 gewann der Klub erstmals die Campeonato Catarinense. Im Finale konnte der Associação Joaçaba EC mit 4:2 geschlagen werden. Dem schloss sich der Sieg in der Recopa Santa Catarina 2019 an. In dem Wettbewerb konnte sich Tubarão gegen Sao Francisco Futsal durchsetzen.
In der Liga Nacional de Futsal 2020 erreichte man sein bis dahin bestes Ergebnis. Hier kam ADFT bis ins Halbfinale. In diesem unterlag der Klub dem späteren Meister AD Brasil Futuro mit 0:6 und 1:2.

## Erfolge
- Campeonato Catarinense de Futsal: 2018
- Recopa Santa Catarina de Futsal: 2019